# 夕張神社

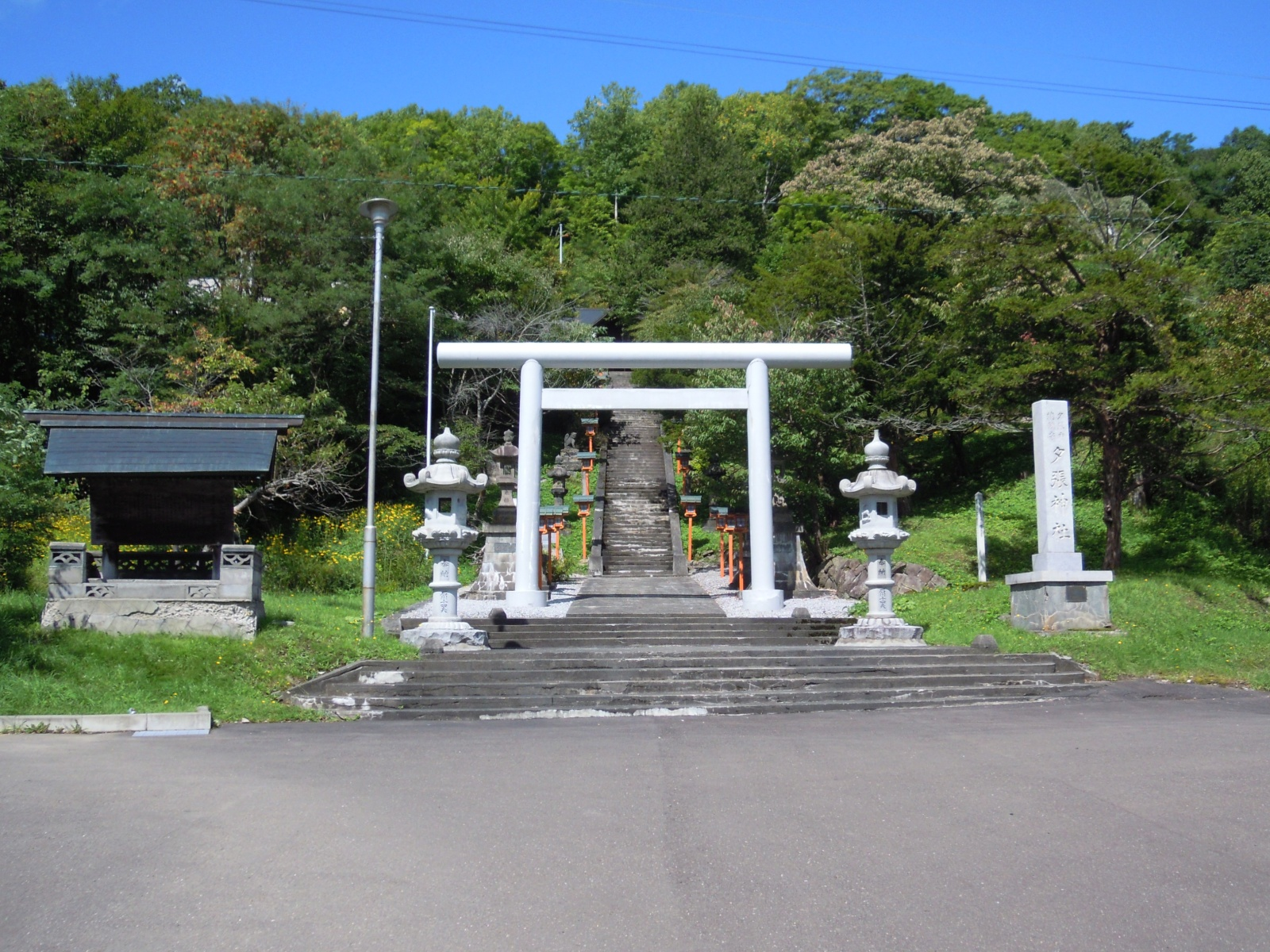
夕張神社の鳥居

夕張神社（ゆうばりじんじゃ）は、北海道夕張市にある神社である。夕張で最も古い神社であり、「夕張市総鎮守」を称する。

## 祭神
大山津見神、大國主神、鹿屋野比賣神、菅原道真公を祀る。

## 歴史
北炭夕張炭鉱の鎮守として北海道炭礦鉄道（北炭）が登川村字社光（現 夕張市社光）に創建した神祠を発祥とする。明治27年（1894年）、北炭社長の高島嘉右衛門が、炭鉱の鬼門に当たる現在地に社殿を設け、出雲大社と大山祇神社からの分祀を受けて登川神社として創建した。
大正11年（1922年）に火災で全ての建物を焼失、翌年に再建して夕張神社に改称した。昭和4年（1929年）に村社に列格し、昭和9年（1934年）に郷社に昇格した。
日本海軍の軽巡洋艦「夕張」は夕張を水源とする夕張川から名前を取ったものであり、当社の分霊が艦内神社に奉斎されていた。大正12年の再建の際に、海軍の東郷平八郎元帥が自筆の神額を当社に奉納している。
昭和46年（1971年）、太宰府天満宮より祭神・菅原道真公の分祀が許可された。

## 交通アクセス
道路
北海道道夕張岩見沢線沿い
- 夕張インターチェンジ（道東自動車道）から北に約18km

バス
夕鉄バス夕張市内線「夕張神社」停留所